# Anisoplia villosa
Anisoplia villosa är en skalbaggsart som beskrevs av Johann August Ephraim Goeze 1777. Anisoplia villosa ingår i släktet Anisoplia och familjen Rutelidae. Inga underarter finns listade i Catalogue of Life.

## Bildgalleri

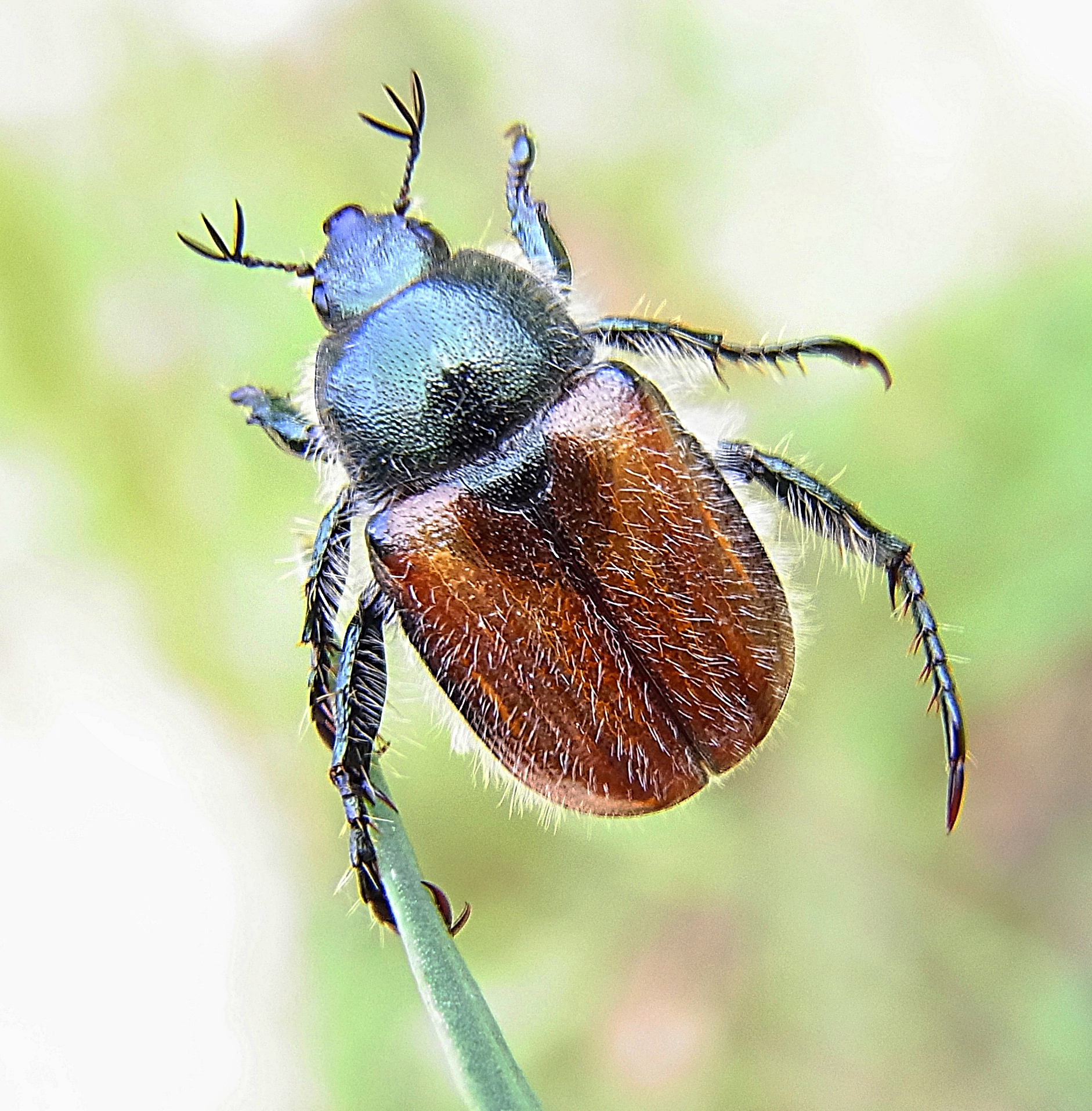